# Konfiszierung von Mallorca
Die Konfiszierung von Mallorca ereignete sich im Jahr 1285 während des Kreuzzugs gegen Aragonien (1283 bis 1286). Es handelte sich um die gewaltsame Annexion des Königreichs Mallorca durch den König von Katalonien und Aragón Alfons III.

## Verlauf
Papst Martin IV., der Nachfolger von Clemens IV., hatte am 21. März 1283 den König von Aragón Peter III. unter Kirchenbann gestellt und Karl I. von Anjou mit dem Königreich Sizilien belehnt.

### Invasion der Franzosen

#### Vormarsch
Die Franzosen besetzten darauf im Jahr 1283 das Vall d’Aran, konnten aber nicht weiter auf katalanisches Territorium vorrücken. Im folgenden Jahr versuchten sie dies erneut mittels im Königreich Navarra stationierten Truppenverbänden. Im katalanisch-aragonesischen Gegenangriff des Jahres 1284 wurde Tudela belagert. Im Jahr 1285 fielen die Franzosen mit einem gewaltigen Heer von 100.000 Fußsoldaten, 16.000 Rittern und 17.000 Armbrustschützen in die Grafschaft Roussillon ein, welche zum Reich Jakob II. von Mallorca gehörte. Das vom französischen König Philipp III. kommandierte Heer lagerte anfangs bei Elne und Perpignan und überquerte dann im Juni den Coll de la Maçana. Die Katalanen setzten auf ihrem allmählichen Rückzug die Taktik der verbrannten Erde ein, dennoch rückten die Franzosen weiter vor und nahmen sukzessive Castelló d’Empúries, Girona, Figueres, Roses, Sant Feliu de Guíxols und Blanes ein. Peralada wurde zwar niedergebrannt, ergab sich aber nicht.

#### Rückzug

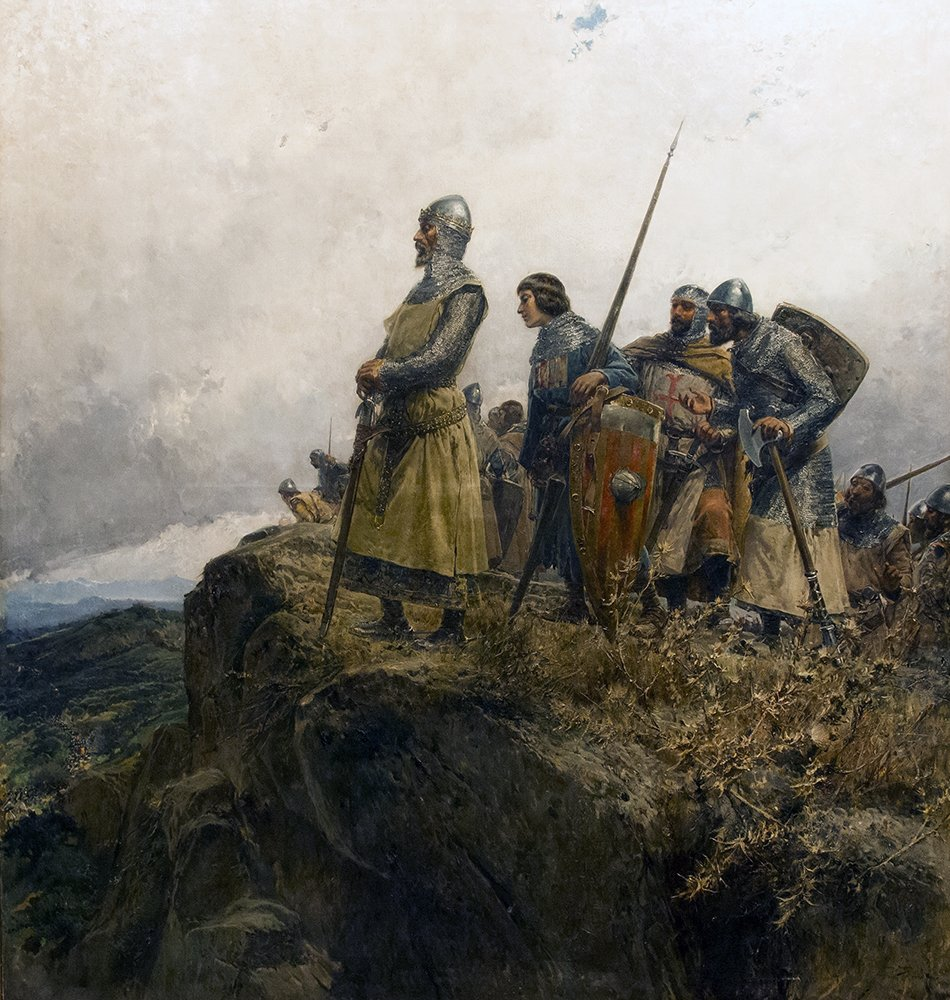
Peter III. am Col de Pertus

Das von Ruggiero di Lauria kommandierte katalanische Geschwader hatte auf dem Rückweg von Sizilien in der Seeschlacht von Formigues die französische Flotte zersprengt und war im Norden Kataloniens gelandet. In etwa zum selben Zeitpunkt war im französischen Heer die Ruhr ausgebrochen. Umzingelt, vorratslos und von Krankheit befallen musste es sich daher wieder nach Norden zurückziehen, in der Zwischenzeit waren ihm aber die beiden Passübergänge (Pertus und Maçana) abgeschnitten worden. Die katalanischen Abteilungen hielten sich in dieser Situation noch von einem Angriff zurück, sie zogen es vielmehr vor, die Franzosen nach Agullana ausweichen zu lassen. Ein Teil des französischen Heeres versuchte dennoch, über La Jonquera den Col de Pertus zu überqueren.
Nach dem Ausweichen der Franzosen rückte das katalanische Heer vor und erwartete den Gegner jetzt bei La Jonquera. Dort griffen die Katalanen die Rückhut der durch die Krankheit geschwächten Franzosen an und fügten ihr schwere Verluste bei. So ließ Ramon III. de Montcada mit seiner aus Almogàvers bestehenden Vorhut alle Fliehenden massakrieren und jagte damit dem französischen König und seiner Familie, darunter auch der zukünftige Thronfolger Karl I. aus dem Haus Valois, Angst und Schrecken ein (Karls Mutter Isabella war eine Schwester von Peter III. und somit hatte Karl auch Ansprüche auf die Krone von Aragonien). Nach dieser Attacke wurde der französische Heereszug erneut von den Truppen Ruggiero di Laurias angegriffen, der nach seinem Seesieg bei Empordà gelandet war. Die Franzosen verloren sämtliche Städte um Girona und Empordà, konnten aber das Roussilon noch halten.

### Angriff auf Mallorca

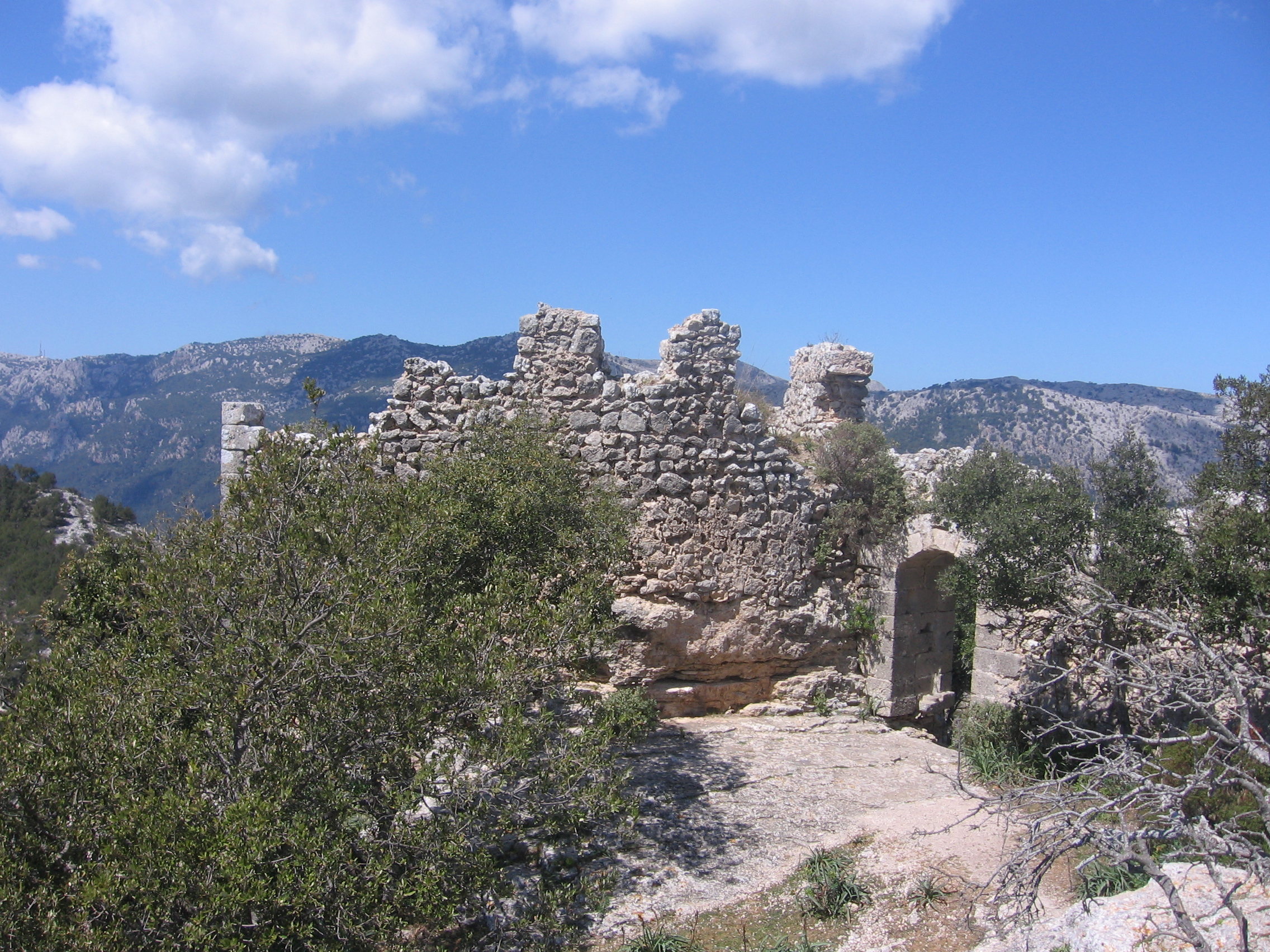
Überreste des Castell d'Alaró

Im Jahr 1285 entsandte Peter III., als Rache für die Kreuzzugsbeteiligung seines Bruders Jakobs II. auf Seiten Frankreichs, von Salou aus einen Flottenverband nach Mallorca, mit der Absicht, ihm sein Königreich Mallorca zu konfiszieren. Peter III. konnte aber das Endresultat dieser Unternehmung nicht mehr auskosten, da er kurz zuvor in Vilafranca del Penedès verstorben war.
Am 19. November desselben Jahres hatte sich Palma de Mallorca Alfons III., dem Nachfolger Peters III., kampflos ergeben. Wenige Tage später, am 24. November überreichte Ponç Saguàrdia, der Statthalter Jakobs II., Alfons III. die Schlüssel der Stadt und die Repräsentanten des Stadtvolks schworen ihm den Treueid.
Am 25. November 1285 bestand Alfons III. auf der Kapitulation von Ramon Ballester, der das Castell d'Alaró befehligte. Da dieser nicht Folge leistete, wurde am 30. November der Befehl zum Sturm auf die Festung mitsamt ihrer Garnison erteilt. Ramon Ballester, Guillem Capello genannt „Cabrit“, Guillem Bassa, Arnau Ramon, Lleonard Marsello und Albert Perpinyà kamen dabei in einer sich ausbreitenden Feuersbrunst ums Leben.

## Nachspiel
Bis auf die Balearen konnte Jakob II. seine sämtlichen anderen Territorien bewahren. Es gelang ihm jedoch im Jahr 1295, die Inseln im Frieden von Anagni zu denselben Bedingungen, wie sie bereits im Vertrag von Perpignan aus dem Jahr 1279 festgelegt waren, wieder zurückzugewinnen.